# Орта ди Атела
Орта ди Атела (итал. Orta di Atella) је насеље у Италији у округу Казерта, региону Кампанија.
Према процени из 2011. у насељу је живело 24750 становника. Насеље се налази на надморској висини од 34 м.

## Становништво
| 1931. | 1936. | 1951. | 1961. | 1971. | 1981.  | 1991.  | 2001.  | 2011.  |
| ----- | ----- | ----- | ----- | ----- | ------ | ------ | ------ | ------ |
| 5.020 | 5.551 | 6.699 | 7.562 | 8.670 | 10.044 | 11.535 | 13.070 | 24.796 |